# Distinguished Service Medal (Regno Unito)
La Distinguished Service Medal (o DSM) è stata fino al 1993 una decorazione militare di cui potevano essere insigniti tutti i sottufficiali (fino al grado di Chief Petty Officer) appartenenti alle Forze Armate britanniche e, originariamente, anche quelli dei Paesi del Commonwealth per il coraggio e l'intraprendenza dimostrata in mare durante il servizio attivo.
La medaglia fu istituita il 14 ottobre 1914. Essa era l'equivalente della Distinguished Service Cross, che invece poteva essere assegnata solamente agli ufficiali e ai Warrant Officers, sebbene la DSM, in ordine di precedenza, venisse subito dopo la DSC, tra la George Medal e la Military Medal.

Coloro che ricevevano la Military Medal era autorizzati a usare le lettere post-nominali "MM".

Nel 1993, la Distinguished Service Medal fu soppressa e da allora la Distinguished Service Cross fu resa assegnabile ai soldati di ogni grado.

## Descrizione
La medaglia consiste in un cerchio d'argento di 36mm di diametro. Il dritto mostra l'effigie del monarca regnante al momento del conferimento. Il rovescio mostra la scritta su tre righe "FOR DISTINGUISHED SERVICE" (Per il brillante servizio), circondata da una corona d'alloro e sormontata dalla Corona imperiale.
Il nastrino è largo 1,25 pollici (3,175 cm) e consiste in tre strisce verticali uguali (blu scuro, bianco, blu scuro) con una quarta sottile striscia verticale blu scura al centro della striscia bianca.
| Varianti del nastrino della Distinguished Service Medal | Varianti del nastrino della Distinguished Service Medal |
| ------------------------------------------------------- | ------------------------------------------------------- |
| DSM                                                     | DSM (secondo conferimento)                              |